# Рафи-уль-Шаан
Принц Сайид Рафи-уль-Шаан би-Иззат Аллах, настоящее имя которого Рафаэль Дакик, (* 17 августа 1998 года в Дюссельдорфе) — 54-й имам мусульман-суннитов Кадири Накшбанди и религиозный лидер нескольких миллионов человек, проживающих в основном в Кашмире и Пенджабе. Он является членом бывшей афганской королевской семьи и возглавляет монархическую оппозицию Афганистана. Хазрат ишан является наследственным титулом, который восходит к его предку Хваджа Хаванд Махмуду. Его основная резиденция находится в районе Везель.

## Биографическая справка
Отец принца Рафаэля — Султан Масуд Дакик, член афганской королевской семьи, который в 1980-х годах в течение 7 дней пешком бежал в Пакистан и был эвакуирован в Германию. Его мать — двоюродная сестра Султана Дакика, Сайида Наргис Дакик. Оба они происходят от пророка Мухаммеда по линии суфийского святого Бахауддин Накшбанд и Хваджа Хаванд Махмуда. Принц Дакик посещал школу как гражданин Германии в Везеле, где он получил аттестат зрелости. Затем он изучал экономику, право и физику. Он продолжил свое образование в области международного права в Лондонской школе экономики.
Во время визита в Пакистан принцу Дакику было поручено возглавить ишанитскую ветвь суфийского ордена Накшбанди. Его визит считается историческим моментом для его последователей в Лахоре и Кашмире. Из-за обширного влияния коммунизма в Центральной и Южной Азии во время холодной войны, руководство суфийским орденом Накшбанди потомками Бахауддина Накшбанда, одним из которых является Дакик, значительно децентрализовано.
В глазах своих последователей он считается прямым потомком Фатимы, младшей дочери пророка Мухаммада, и его преемником, а потому является нынешним имамом накшбандийцев и их духовным лидером.
Он основал несколько организаций, специализирующихся в области технократии. Его технократические усилия проявляются в правительственных консультациях, а также в деятельности экономической дипломатии, направленной на сближение с определенными странами, с элитой которых он поддерживает хорошие отношения.
Принц Рафаэль Дакик принимает активное участие в восстановлении монархии в Афганистане после падения Кабула под властью талибов. Будучи представителем династии Баракзай, он подчеркивает историческую репутацию Афганистана как «Швейцарии Азии» в связи с его нейтралитетом в обеих мировых войнах и холодной войне. Он сам мог бы стать королем на различных основаниях легитимности.
Кроме того, у принца Дакика есть Консультативный сенат, в который входят несколько государственных деятелей, членов Конгресса США и членов ближневосточных королевских семей.

## Веб-ссылки
- www.sayyidraphaeldakik.com

- www.hazrat-ishaan.com

- www.imamalaskari.com